# Ferchard, 2. Earl of Strathearn
Ferchard, 2. Earl of Strathearn (auch Ferteth oder Ferquhard, * vor 1130; † 1171) war ein schottischer Adeliger.

## Leben
Über seine Herkunft ist nichts bekannt, es wird aber angenommen, dass Máel Ísu, sein Vorgänger als Earl/Mormaer of Strathearn, auch sein Vater war.
Andeutungen in kirchlichen Dokumenten weisen darauf hin, dass Ferchard ein starkes Interesse an kirchlichen Belangen hatte. Seine Besitzungen wurden auf „... Betreiben eines mächtigen Herrn ...“ zu einer Diözese geformt, die mit Dunblane als Hauptsitz im Jahr 1155 ihren ersten Bischof erhielt.
Ferchards tritt erstmals im Jahr 1160 in Erscheinung. Zusammen mit fünf weiteren Earls rebellierte er gegen König Malcolm IV. Die Adligen belagerten den König in Perth Castle, da sie befürchteten, dass der englische König Heinrich II. zu großen Einfluss auf ihn habe. Die Belagerung und die Rebellion scheiterte aber, und nur durch die Fürsprache von iroschottischen Geistlichen begnadigte der König Ferchard.
Ferchard war einmal verheiratet. Die Ehe wurde um 1150 geschlossen, wie aus einer Schenkungsurkunde seines Sohnes aus dem Jahr 1198 zu entnehmen ist. Der Name seiner Frau wurde mit Ethen oder Ethne angegeben, deren Abstammung bleibt jedoch unbekannt. Mit ihr hatte er zwei Söhne und eine Tochter:
- Gille Brigte (auch Gilbert † 1223), sein Erbe als 3. Earl of Strathearn;
- Máel Ísu (auch Malise, † um 1214), ⚭ Ada, uneheliche Tochter von David von Schottland, Earl of Huntingdon[4];
- Christian ⚭ Sir Walter Olifard.

Unüblich für das traditionelle keltische Erbrecht konnte Ferchard seinen Besitz und Titel in männlicher Linie an seinen Sohn Gille Brigte vererben.